# Launaea gorgadensis
Launaea gorgadensis là một loài thực vật có hoa trong họ Cúc. Loài này được (Bolle) N.Kilian mô tả khoa học đầu tiên năm 1988.